# Giải vô địch bóng đá nữ châu Âu 2013 (Bảng C)
Bảng C Giải vô địch bóng đá nữ châu Âu 2013 bao gồm Anh, Nga, Pháp và Tây Ban Nha. Các trận đấu diễn ra ở Linköping và Norrköping từ 12 tới 18 tháng 7 năm 2013.
Pháp đứng đầu bảng và tiến vào vòng đấu loại trực tiếp cùng đội nhì bảng Tây Ban Nha. Nga đứng thứ ba và bằng điểm với Đan Mạch của bảng A, tuy nhiên Nga bị loại trong loạt bốc thăm may rủi.

## Bảng xếp hạng
| Chú giải | Chú giải                             |
| -------- | ------------------------------------ |
|          | Đội tiến vào vòng đấu loại trực tiếp |

| Đội         | Tr | T | H | B | BT | BB | HS | Đ |
| ----------- | -- | - | - | - | -- | -- | -- | - |
| Pháp        | 3  | 3 | 0 | 0 | 7  | 1  | +6 | 9 |
| Tây Ban Nha | 3  | 1 | 1 | 1 | 4  | 4  | 0  | 4 |
| Nga         | 3  | 0 | 2 | 1 | 3  | 5  | −2 | 2 |
| Anh         | 3  | 0 | 1 | 2 | 3  | 7  | −4 | 1 |

## Pháp v Nga
| Pháp                           | 3–1      | Nga          |
| ------------------------------ | -------- | ------------ |
| Delie 21', 33' · Le Sommer 67' | Chi tiết | Morozova 84' |

| Pháp | Nga |

| Pháp:            |    |                         |  |     |
|                  |    |                         |  |     |
| TM               | 16 | Sarah Bouhaddi          |  |     |
| HVP              | 7  | Corine Franco           |  |     |
| TrV              | 4  | Laura Georges           |  |     |
| TrV              | 2  | Wendie Renard           |  |     |
| HVT              | 3  | Laure Boulleau          |  |     |
| TVG              | 8  | Élise Bussaglia         |  |     |
| TVG              | 6  | Sandrine Soubeyrand (c) |  | 76' |
| CP               | 9  | Eugénie Le Sommer       |  |     |
| TVC              | 23 | Camille Abily           |  |     |
| CT               | 17 | Gaëtane Thiney          |  | 66' |
| TĐ               | 18 | Marie-Laure Delie       |  | 61' |
| Thay người:      |    |                         |  |     |
| TĐ               | 12 | Élodie Thomis           |  | 61' |
| TV               | 14 | Louisa Nécib            |  | 66' |
| TV               | 13 | Camille Catala          |  | 76' |
| Huấn luyện viên: |    |                         |  |     |
| Bruno Bini       |    |                         |  |     |

| Nga:              |    |                        |     |         |
|                   |    |                        |     |         |
| TM                | 1  | Elvira Todua           |     |         |
| HVP               | 5  | Olga Petrova           |     |         |
| TrV               | 13 | Alla Sidorovskaya      |     |         |
| TrV               | 19 | Ksenia Tsybutovich (c) |     |         |
| HVT               | 18 | Elena Medved           |     | 35'     |
| TVG               | 15 | Anastasia Kostyukova   | 23' |         |
| TVG               | 8  | Valentina Savchenkova  |     | 35'     |
| CP                | 10 | Elena Terekhova        |     |         |
| TVC               | 20 | Nelli Korovkina        |     |         |
| CT                | 11 | Ekaterina Sochneva     |     |         |
| TĐ                | 23 | Elena Morozova         |     |         |
| Thay người:       |    |                        |     |         |
| TV                | 9  | Anastasia Pozdeeva     |     | 35' 68' |
| HV                | 2  | Yulia Gordeeva         |     | 35'     |
| TV                | 14 | Tatyana Skotnikova     | 90' | 68'     |
| Huấn luyện viên:  |    |                        |     |         |
| Sergei Lavrentyev |    |                        |     |         |

| Cầu thủ xuất sắc nhất trận: Eugénie Le Sommer (Pháp) Trợ lý trọng tài: Helen Karo (Thụy Điển) Tonja Paavola (Phần Lan) Trọng tài thứ tư: Esther Azzopardi (Malta) |

## Anh v Tây Ban Nha
| Anh                    | 2–3      | Tây Ban Nha                               |
| ---------------------- | -------- | ----------------------------------------- |
| Aluko 8' · Bassett 89' | Chi tiết | Boquete 4' · Hermoso 85' · Putellas 90+3' |

| Anh | Tây Ban Nha |

| Anh:             |    |                  |     |       |
|                  |    |                  |     |       |
| TM               | 1  | Karen Bardsley   |     |       |
| HVP              | 2  | Alex Scott       |     |       |
| TrV              | 15 | Laura Bassett    | 77' |       |
| TrV              | 6  | Casey Stoney (c) |     |       |
| HVT              | 3  | Steph Houghton   |     |       |
| TVG              | 4  | Jill Scott       |     |       |
| TVG              | 8  | Anita Asante     |     |       |
| CP               | 7  | Eniola Aluko     |     | 72'   |
| TVC              | 10 | Fara Williams    |     |       |
| CT               | 11 | Rachel Yankey    |     | 90+1' |
| TĐ               | 9  | Ellen White      |     |       |
| Thay người:      |    |                  |     |       |
| TV               | 14 | Karen Carney     |     | 72'   |
| TV               | 12 | Jessica Clarke   |     | 90+1' |
| Huấn luyện viên: |    |                  |     |       |
| Hope Powell      |    |                  |     |       |

| Tây Ban Nha:     |    |                      |     |     |
|                  |    |                      |     |     |
| TM               | 1  | Ainhoa Tirapu        |     |     |
| HVP              | 18 | Marta Torrejón       |     |     |
| TrV              | 20 | Irene Paredes        | 75' |     |
| TrV              | 5  | Ruth García          |     |     |
| HVT              | 17 | Elixabet Ibarra      |     |     |
| TVG              | 15 | Silvia Meseguer      |     |     |
| TVG              | 16 | Nagore Calderón      | 36' | 61' |
| CP               | 8  | Sonia Bermúdez       |     | 74' |
| CT               | 10 | Adriana Martín       |     |     |
| TĐL              | 21 | Jennifer Hermoso     |     |     |
| TĐ               | 9  | Verónica Boquete (c) |     |     |
| Thay người:      |    |                      |     |     |
| TV               | 14 | Victoria Losada      |     | 61' |
| TĐ               | 12 | Alexia Putellas      |     | 74' |
| Huấn luyện viên: |    |                      |     |     |
| Ignacio Quereda  |    |                      |     |     |

| Cầu thủ xuất sắc nhất trận: Jennifer Hermoso (Tây Ban Nha) Trợ lý trọng tài: Natalia Rachynska (Ukraina) Hege Steinlund (Na Uy) Trọng tài thứ tư: Monika Mularczyk (Ba Lan) |

## Anh v Nga
| Anh          | 1–1      | Nga           |
| ------------ | -------- | ------------- |
| Duggan 90+2' | Chi tiết | Korovkina 38' |

| Anh | Nga |

| Anh:             |    |                |     |     |
|                  |    |                |     |     |
| TM               | 1  | Karen Bardsley |     |     |
| HVP              | 2  | Alex Scott (c) |     |     |
| TrV              | 15 | Laura Bassett  |     |     |
| TrV              | 6  | Casey Stoney   |     |     |
| HVT              | 3  | Steph Houghton |     | 64' |
| TVG              | 8  | Anita Asante   |     |     |
| TVG              | 4  | Jill Scott     |     |     |
| CP               | 7  | Eniola Aluko   |     | 78' |
| TVC              | 10 | Fara Williams  | 55' |     |
| CT               | 11 | Rachel Yankey  |     | 17' |
| TĐ               | 9  | Ellen White    |     |     |
| Thay người:      |    |                |     |     |
| TV               | 14 | Karen Carney   |     | 17' |
| TĐ               | 17 | Toni Duggan    |     | 64' |
| TĐ               | 22 | Kelly Smith    |     | 78' |
| Huấn luyện viên: |    |                |     |     |
| Hope Powell      |    |                |     |     |

| Nga:              |    |                        |  |       |
|                   |    |                        |  |       |
| TM                | 1  | Elvira Todua           |  |       |
| HVP               | 5  | Olga Petrova           |  |       |
| TrV               | 13 | Alla Sidorovskaya      |  |       |
| TrV               | 19 | Ksenia Tsybutovich (c) |  |       |
| HVT               | 18 | Elena Medved           |  |       |
| TVG               | 15 | Anastasia Kostyukova   |  |       |
| TVG               | 8  | Valentina Savchenkova  |  | 84'   |
| CP                | 10 | Elena Terekhova        |  | 90+3' |
| TVC               | 20 | Nelli Korovkina        |  | 89'   |
| CT                | 11 | Ekaterina Sochneva     |  |       |
| TĐ                | 23 | Elena Morozova         |  |       |
| Thay người:       |    |                        |  |       |
| TV                | 4  | Maria Dyatchkova       |  | 84'   |
| TĐ                | 17 | Natalia Shlyapina      |  | 89'   |
| TĐ                | 7  | Olesya Kurochkina      |  | 90+3' |
| Huấn luyện viên:  |    |                        |  |       |
| Sergei Lavrentyev |    |                        |  |       |

| Cầu thủ xuất sắc nhất trận: Valentina Savchenkova (Nga) Trợ lý trọng tài: Marina Wozniak (Đức) Lucie Ratajová (Cộng hòa Séc) Trọng tài thứ tư: Cristina Dorcioman (România) |

## Tây Ban Nha v Pháp
| Tây Ban Nha | 0–1      | Pháp      |
| ----------- | -------- | --------- |
|             | Chi tiết | Renard 5' |

| Tây Ban Nha | Pháp |

| Tây Ban Nha:     |    |                     |  |     |
|                  |    |                     |  |     |
| TM               | 1  | Ainhoa Tirapu       |  |     |
| HVP              | 18 | Marta Torrejón      |  |     |
| TrV              | 6  | Miriam Diéguez      |  |     |
| TrV              | 20 | Irene Paredes       |  |     |
| HVT              | 17 | Elixabet Ibarra     |  |     |
| TVG              | 11 | Sandra Vilanova (c) |  | 85' |
| TVG              | 15 | Silvia Meseguer     |  |     |
| CP               | 10 | Adriana Martín      |  | 78' |
| CT               | 8  | Sonia Bermúdez      |  | 78' |
| TĐ               | 21 | Jennifer Hermoso    |  |     |
| TĐ               | 9  | Verónica Boquete    |  |     |
| Thay người:      |    |                     |  |     |
| TĐ               | 12 | Alexia Putellas     |  | 78' |
| TĐ               | 14 | Victoria Losada     |  | 78' |
| TĐ               | 19 | Erika Vázquez       |  | 85' |
| Huấn luyện viên: |    |                     |  |     |
| Ignacio Quereda  |    |                     |  |     |

| Pháp:            |    |                         |  |     |
|                  |    |                         |  |     |
| TM               | 16 | Sarah Bouhaddi          |  |     |
| HVP              | 7  | Corine Franco           |  |     |
| TrV              | 4  | Laura Georges           |  |     |
| TrV              | 2  | Wendie Renard           |  |     |
| HVT              | 3  | Laure Boulleau          |  |     |
| TVG              | 8  | Élise Bussaglia         |  |     |
| TVG              | 6  | Sandrine Soubeyrand (c) |  | 46' |
| CP               | 23 | Camille Abily           |  |     |
| CT               | 17 | Gaëtane Thiney          |  |     |
| TĐ               | 14 | Louisa Nécib            |  | 63' |
| TĐ               | 18 | Marie-Laure Delie       |  |     |
| Thay người:      |    |                         |  |     |
| TĐ               | 12 | Élodie Thomis           |  | 46' |
| TĐ               | 9  | Eugénie Le Sommer       |  | 63' |
| Huấn luyện viên: |    |                         |  |     |
| Bruno Bini       |    |                         |  |     |

| Cầu thủ xuất sắc nhất trận: Laura Georges (Pháp) Trợ lý trọng tài: Romina Santuari (Ý) Hege Steinlund (Na Uy) Trọng tài thứ tư: Esther Staubli (Thụy Sĩ) |

## Pháp v Anh
| Pháp                                  | 3–0      | Anh |
| ------------------------------------- | -------- | --- |
| Le Sommer 9' · Nécib 62' · Renard 64' | Chi tiết |     |

| Pháp | Anh |

| Pháp:            |    |                         |  |     |
|                  |    |                         |  |     |
| TM               | 1  | Céline Deville          |  |     |
| HVP              | 7  | Corine Franco           |  |     |
| TrV              | 22 | Sabrina Delannoy        |  |     |
| TrV              | 2  | Wendie Renard           |  |     |
| HVT              | 15 | Jessica Houara          |  |     |
| TVG              | 10 | Amandine Henry          |  | 60' |
| TVG              | 6  | Sandrine Soubeyrand (c) |  | 46' |
| CP               | 12 | Élodie Thomis           |  |     |
| TVC              | 17 | Gaëtane Thiney          |  | 46' |
| CT               | 14 | Louisa Nécib            |  |     |
| TĐ               | 9  | Eugénie Le Sommer       |  |     |
| Thay người:      |    |                         |  |     |
| TV               | 8  | Élise Bussaglia         |  | 46' |
| TV               | 23 | Camille Abily           |  | 46' |
| TV               | 13 | Camille Catala          |  | 60' |
| Huấn luyện viên: |    |                         |  |     |
| Bruno Bini       |    |                         |  |     |

| Anh:             |    |                  |     |     |
|                  |    |                  |     |     |
| TM               | 1  | Karen Bardsley   |     |     |
| HVP              | 2  | Alex Scott       |     |     |
| TrV              | 5  | Sophie Bradley   |     |     |
| TrV              | 6  | Casey Stoney (c) |     |     |
| HVT              | 3  | Steph Houghton   |     |     |
| TVG              | 10 | Fara Williams    | 76' |     |
| TVG              | 8  | Anita Asante     |     | 46' |
| CP               | 14 | Karen Carney     |     | 73' |
| CT               | 7  | Eniola Aluko     |     | 60' |
| TĐ               | 17 | Toni Duggan      |     |     |
| TĐ               | 9  | Ellen White      |     |     |
| Thay người:      |    |                  |     |     |
| TV               | 4  | Jill Scott       |     | 46' |
| TĐ               | 22 | Kelly Smith      |     | 60' |
| TV               | 12 | Jessica Clarke   |     | 73' |
| Huấn luyện viên: |    |                  |     |     |
| Hope Powell      |    |                  |     |     |

| Cầu thủ xuất sắc nhất trận: Louisa Nécib (Pháp) Trợ lý trọng tài: Tonja Paavola (Phần Lan) Natalia Rachynska (Ukraina) Trọng tài thứ tư: Esther Azzopardi (Malta) |

## Nga v Tây Ban Nha
| Nga           | 1–1      | Tây Ban Nha |
| ------------- | -------- | ----------- |
| Terekhova 44' | Chi tiết | Boquete 14' |

| Nga | Tây Ban Nha |

| Nga:              |    |                        |     |     |
|                   |    |                        |     |     |
| TM                | 1  | Elvira Todua           |     |     |
| HVP               | 5  | Olga Petrova           |     |     |
| TrV               | 13 | Alla Sidorovskaya      |     |     |
| TrV               | 19 | Ksenia Tsybutovich (c) |     |     |
| HVT               | 18 | Elena Medved           | 58' |     |
| TVG               | 15 | Anastasia Kostyukova   |     | 34' |
| TVG               | 8  | Valentina Savchenkova  |     |     |
| CP                | 10 | Elena Terekhova        |     |     |
| TVC               | 20 | Nelli Korovkina        | 83' |     |
| CT                | 11 | Ekaterina Sochneva     |     | 58' |
| TĐ                | 23 | Elena Morozova         |     |     |
| Thay người:       |    |                        |     |     |
| HV                | 22 | Daria Makarenko        |     | 34' |
| TV                | 6  | Yulia Bessolova        |     | 58' |
| Huấn luyện viên:  |    |                        |     |     |
| Sergei Lavrentyev |    |                        |     |     |

| Tây Ban Nha:     |    |                      |  |     |
|                  |    |                      |  |     |
| TM               | 1  | Ainhoa Tirapu        |  |     |
| HVP              | 18 | Marta Torrejón       |  |     |
| TrV              | 5  | Ruth García          |  |     |
| TrV              | 20 | Irene Paredes        |  |     |
| HVT              | 17 | Elixabet Ibarra      |  |     |
| TVG              | 15 | Silvia Meseguer      |  |     |
| TVG              | 14 | Victoria Losada      |  | 64' |
| CP               | 10 | Adriana Martín       |  | 84' |
| CT               | 12 | Alexia Putellas      |  | 68' |
| TĐL              | 21 | Jennifer Hermoso     |  |     |
| TĐ               | 9  | Verónica Boquete (c) |  |     |
| Thay người:      |    |                      |  |     |
| TĐ               | 16 | Nagore Calderón      |  | 64' |
| TĐ               | 8  | Sonia Bermúdez       |  | 68' |
| TĐ               | 19 | Erika Vázquez        |  | 84' |
| Huấn luyện viên: |    |                      |  |     |
| Ignacio Quereda  |    |                      |  |     |

| Cầu thủ xuất sắc nhất trận: Verónica Boquete (Tây Ban Nha) Trợ lý trọng tài: Helen Karo (Thụy Điển) Marina Wozniak (Đức) Trọng tài thứ tư: Monika Mularczyk (Ba Lan) |